# 三浦基地
三浦基地（みうらきち）は、太平洋戦争（大東亜戦争）時に大日本帝国海軍が鹿児島県大島郡古仁屋町（現・瀬戸内町）の加計呂麻島に設置した基地。
島の中央部、内海に面する半島部の三浦に位置した。